# 陳祖良
陳祖良（1883年—？年），字味軒。浙江省紹興府餘姚縣人。

## 生平
光緒二十九年(1903年)十一月，赴法留學，入羅盎高等工業化學校。
光緒三十四年(1908年)，中國化學會歐洲支會會員
宣統二年(1910年)十月，任京師大學堂理工科教員
宣統二年(1910年)十二月辛巳，賞給工科進士。三年授翰林院編修。
宣統三年(1911年)，南洋方言學堂法文科教員
民國六年(1917年)，充鐵路技術委員會會員
民國七年(1918年)，京漢鐵路局機務處文牘課課長
後任平漢鐵路總局工程師，工務處文牘課課長